# Egerton Hubbard (2e baron Addington)
Egerton Hubbard, 2e baron Addington (29 décembre 1842 - 14 juin 1915) est un pair britannique. Il est député du Buckinghamshire de 1874 à 1880 et de 1886 à 1889.

## Biographie
Fils de John Hubbard (1er baron Addington), il accède à la baronnie à la mort de son père. Il occupe le poste de grand intendant de Buckingham.
Il fait ses études au Radley College et est diplômé de Christ Church, Oxford, avec un premier BA en 1865 et un MA en 1866. En 1863, il est nommé au 3e Buckinghamshire Rifle Volunteer Corps (après 1875 fusionné avec le 1er Buckinghamshire Rifle Volunteers). Il est promu lieutenant en 1871, capitaine en 1887, major et lieutenant-colonel en 1890 et colonel en 1895. Il prend sa retraite en février 1900.

## Famille
Il épouse Mary Adelaide Portal, fille de Wyndham Portal, 1er baronnet, le 3 juin 1880, et ils ont les enfants suivants:
- Winifred Mary Hubbard (1881–1968)
- John Gellibrand Hubbard, 3e baron Addington (1883–1966)
- Raymond Egerton Hubbard, 4e baron Addington (1884–1971)
- Francis Spencer Hubbard (1888–1963)
- Ruth Mary Hubbard (1896–1955) [3]